# Spoorlijn Remilly-Aillicourt - Raucourt
De Spoorlijn Remilly-Aillicourt - Raucourt was een Franse spoorlijn van Remilly-Aillicourt naar Raucourt door het dal van de Ennemane. De opgebroken lijn was 6,9 km lang en had als lijnnummer 225 000.

## Geschiedenis
De spoorlijn werd aangelegd door de Compagnie des chemins de fer de l'Est en geopend op 31 maart 1873. Reizigersverkeer werd opgeheven in 1939, in 1972 werd de lijn ook gesloten voor goederenvervoer.

## Aansluitingen
In de volgende plaats was er een aansluiting op de volgende spoorlijn:
Remilly-Aillicourt - Raucourt
RFN 088 000, spoorlijn tussen Lérouville en Pont-Maugis